# John W. Huffman
John William Huffman (* 21. Juli 1932 in Evanston, Illinois; † 14. Mai 2022 in Sylva, North Carolina) war ein Professor für organische Chemie an der Clemson University, der erstmals neuartige Cannabinoide synthetisierte.
Huffman studierte an der Northwestern University mit dem Bachelor-Abschluss 1954 und an der Harvard University mit dem Master-Abschluss 1956 und der Promotion in Chemie 1957 bei Robert B. Woodward. Danach war er bis 1960 Assistant Professor am Georgia Institute of Technology und wurde 1960 Assistant Professor an der Clemson University, an der er 1967 eine volle Professur erhielt.
Er befasste sich mit organischer Synthese und medizinischer Chemie.
1965 bis 1970 hatte er einen Career Development Award der National Institutes of Health. 1982 war er Gastprofessor an der Colorado State University.
Huffman war verheiratet und hatte drei Kinder. Am 14. Mai 2022 starb er im Alter von 89 Jahren in Sylva, North Carolina.

## Cannabinoid-Forschung
Ab 1984 synthetisierten Huffman und sein Forscherteam Cannabinoidverbindungen mit Tetrahydrocannabinol-Eigenschaften (THC) für medizinische Forschungszwecke. Im Laufe von 20 Jahren entwickelten Huffman und sein Team über 400 synthetische Cannabinoidverbindungen, die als pharmakologische Instrumente zur Untersuchung von Endocannabinoiden und Cannabinoidrezeptoren verwendet wurden. Letztendlich lieferte die Cannabinoid-Forschung ein besseres Verständnis des physiologischen Cannabinoid-Kontrollsystems im menschlichen Körper und Gehirn und eröffnete den Weg, „diesen natürlichen Regulationsmechanismus bei Gesundheit und Krankheit aufzuklären“. Er selbst erforscht auch die Cannabis-Rezeptoren CB1 und CB2 im menschlichen Körper. Außerdem erhofft sich durch die Synthese neuer THC-Analoga alternative Medikamente zu THC (zum Beispiel als Medikamente bei Brechreiz, Glaukomen, Appetitanreger zum Beispiel bei Aids) und synthetisiert auch THC-Metabolite für die Anwendung in Drogentests.
In den späten 2000er-Jahren wurden zwei Cannabinoidverbindungen von Huffman in den Straßenmedikamenten K2 und Spice gefunden, die in Deutschland als Marihuana-Alternative verkauft wurden. „Ich dachte, als es in Deutschland angefangen hatte, würde es sich ausbreiten. Ich befürchte, dass es Menschen verletzen könnte“, sagte Huffman. „Ich denke, das war etwas, was mehr oder weniger unvermeidlich war. Es stört mich, dass die Leute so dumm sind, dieses Zeug zu benutzen.“ Huffman hat diese Verbindungen für wissenschaftliche Zwecke entwickelt, wurde jedoch ab 2011 für deren Missbrauch verantwortlich gemacht.  Eines der von Huffman synthetisierten Cannabinoide ist JWH-018.